# Fisker Automotive

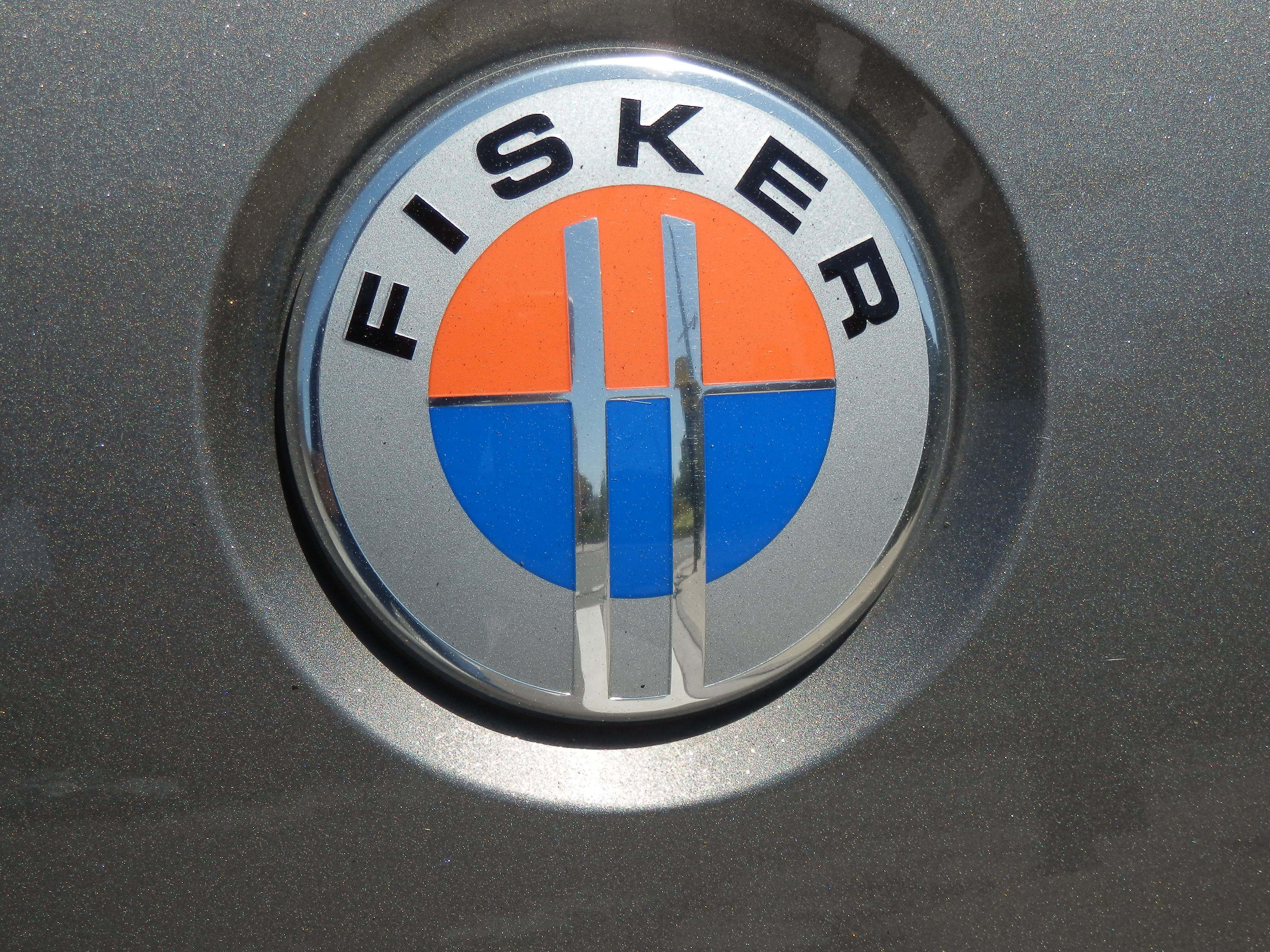
Logo

Fisker Automotive é uma empresa automotiva que resulta de uma joint venture entre a Quantum Technologies e a Fisker Coachbuild exclusivamente voltada para a produção de modelos híbridos.

## Modelos

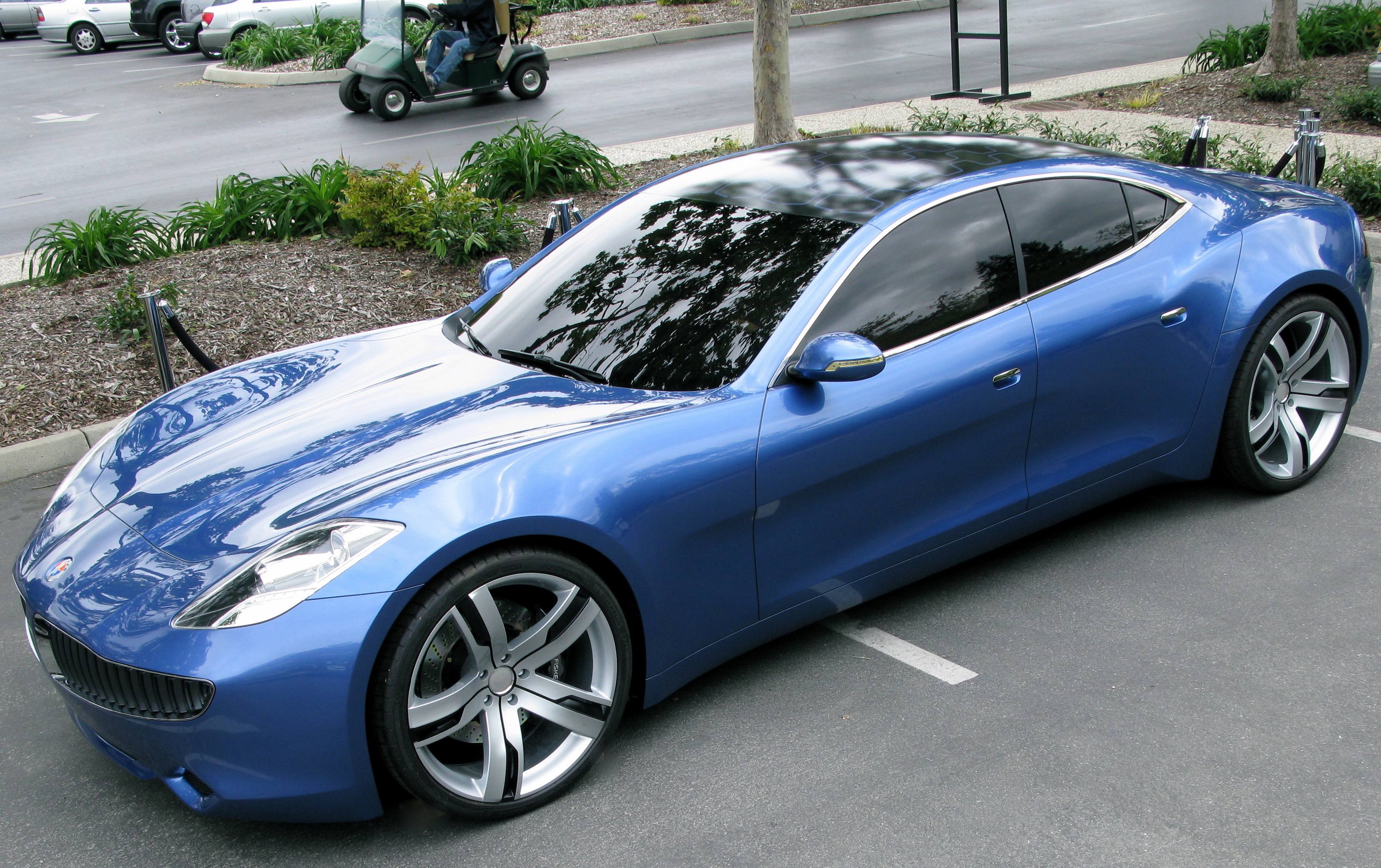
Fisker Karma

- Hydrid Sedan
- Karma